# Commission internationale de karting
Pour les articles homonymes, voir Commission internationale (homonymie) et CIK.
La Commission internationale de karting (CIK ou CIK-FIA) est l' organisme international qui régit les courses de karting, une forme de compétition automobile sur circuit. Elle est l'une des 27 Commissions de la Fédération internationale de l'automobile (FIA).

## Historique
À partir de mars 1962, un groupe de travail mené par le Français Simon de Peyerimhoff définit l'organisation d'une future Commission internationale de karting (CIK) pour gérer l'activité sportive de karting dans le monde. Au cours de son assemblée générale de novembre 1962, la FIA valide la création de la CIK dont elle confie la première présidence à Jean-Marie Balestre.
Dès cette année 1962, la première compétition internationale est organisée. Il s'agit du championnat d'Europe des nations (par équipe). Le premier championnat du monde individuel officiel est organisé en 1964 (karts sans boîte de vitesses). En 1969, la première Coupe du monde Juniors est lancée. Les premiers championnats d'Europe pour les karts à boîte de vitesses sont créés en 1976, à la fois pour la catégorie 125 cm3 et la catégorie 250 cm3 (Superkart). En 1979, c'est au tour des karts sans boîte d'obtenir leur championnat d'Europe. Enfin, les championnats du monde des karts à boîte de vitesses 125 et 250 cm3 sont organisés à partir de 1983.
En 1998, la CIK laisse place à la Fédération mondiale du karting (FMK) qui dispose d'une certaine autonomie dans son fonctionnement. Mais fin 1999, elle est dissoute et la FIA reprend en direct le management de la CIK,.
Dans les années qui suivent la CIK s'oriente vers un basculement des moteurs 2-temps utilisés par l'ensemble des catégories CIK vers des moteurs 4-temps, suivant ainsi l'exemple de plusieurs sports mécaniques. Mais une forte opposition de l'ensemble des acteurs du karting l'amène à renoncer à ce projet vers 2004 pour des raisons principales de coûts. Ceci entrainera des remaniements à la tête de la CIK. En 2007 ce sera l'avènement des moteurs deux-temps KF à longue durée de vie dotés d'un ensemble démarreur-embrayage-batterie qui lui-même sera abandonné dix ans plus tard au profit des moteurs OK plus simples, toujours pour des questions de coûts.

## Présidents
| Président                                                  | Début de mandat | Fin de mandat |
| ---------------------------------------------------------- | --------------- | ------------- |
| Jean-Marie Balestre (1921-2008)                            | octobre 1962    | 1964          |
| Pierre Ugeux (1914-2009) (en)                              | 1964            | 1971          |
| Charles Defrancesco                                        | 1971            | 1978          |
| Ernest Buser (1931-2007)                                   | 1978            | 1999          |
| Yvon Léon                                                  | 2000            | 2004          |
| Vincent Caro (par intérim)                                 | 2004            | 2005          |
| Luigi Macaluso (1948-2010)                                 | octobre 2005    | octobre 2009  |
| Nicolas Deschaux (1971- )                                  | octobre 2009    | octobre 2010  |
| Cheikh Abdullah bin Hamad bin Isa Al Khalifa (1976- ) (en) | octobre 2010    | décembre 2017 |
| Felipe Massa (1981- )                                      | décembre 2017   | en cours      |

C'est le Suisse Ernest Buser qui a dirigé la CIK sur la plus longue période : 21 ans.

## Missions et organisation
La CIK a pour mission de proposer des actions relatives à l'organisation du karting dans le monde, au Conseil mondial du sport automobile (CMSA) de la FIA. C'est à ce dernier qu'appartient la décision finale, en conservant, modifiant ou refusant ces propositions,.
Les domaines concernés par ces propositions sont principalement :
- le développement de la pratique sportive du karting ;
- la coordination des pratiques dans les différentes nations où le kart est pratiqué ;
- l'établissement des règlements afin de garantir la sécurité des acteurs, la protection de l'environnement et l'équité sportive des compétitions dans les domaines suivants :
  - la configuration des circuits ;
  - le matériel de kart ;
  - l'équipement des pilotes ;
  - le déroulement sportif des compétitions internationales.
- l'organisation des compétitions mondiales (championnats et coupes du monde, etc.) et continentales (championnats et coupes d'Europe, d'Asie-Pacifique, etc.) de karting.

Les langues officielles de la CIK sont le français et l'anglais.
La CIK est dirigée par un président nommé par le CMSA. Un vice-président peut aussi être nommé par le CMSA s'il le souhaite. En 2020, le président est l'ancien pilote de Formule 1 Felipe Massa qui a pris ses fonctions en décembre 2017. Il n'y a plus de vice-président depuis le départ du néerlandais Kees van de Grint (vice-président de 2010 à 2018).
Dans chaque nation, le gouvernement désigne pour le karting la fédération qui le représente au sein des instances internationales, choisie au sein des fédérations existantes dans ce pays. Cette fédération devient l'« Association sportive nationale » (ASN) du pays pour le karting. Ainsi 141 pays possèdent une ASN pour le karting, lesquelles sont affiliées à la CIK. Cependant toutes ces ASN ne siègent pas à la CIK. Ainsi en 2021, 33 ASN (parmi les plus actives dans le karting) ont été élues par l'Assemblée générale de la CIK (après proposition du Conseil mondial du sport automobile), pour siéger à la CIK. En 2021, elles appartenaient à la liste suivante :
| Pays               | Association sportive nationale                                           | Représentant             |
| ------------------ | ------------------------------------------------------------------------ | ------------------------ |
| Afrique            |                                                                          |                          |
| Mozambique         | Automovel et Touring Clube de Mozambique (ATCM)                          | Rodrigo Ferreira Rocha   |
| Amérique du Nord   |                                                                          |                          |
| États-Unis         | Automobile Competition Committee for the United States (ACCUS) (en)      | Keith Freber             |
| Mexique            | Organización Mexicana De Automovilismo Internacional (OMDAI)             | Ralph Berckhan           |
| Amérique du Sud    |                                                                          |                          |
| Brésil             | Confederação Brasileira de Automobilismo (CBA) (pt)                      | Giovanni Ramos Guerra    |
| Vénézuela          | Touring y Automovil Club de Venezuela (TACV)                             | José Vintimilla          |
| Asie               |                                                                          |                          |
| Arabie Saoudite    | Saudia Arabia Motor Sport Federation (SAMSF)                             | Elie Seiman              |
| Bahreïn            | Bahreïn Motor Federation (BMF)                                           | Mazen Al Hilli           |
| Chine              | Federation of Automobile Sports of the People's Republic of China (FASC) | Mrs Gong Hongguo         |
| Chine              | Automobile General Association Macao China (AAMC)                        | Americo Martins de Jesus |
| Inde               | Federation of Motor Sports Clubs of India (FMSCI) (en)                   | Sajeev M. Rajan          |
| Japon              | Japan Automobile Federation (JAF)                                        | Yoshinori Kojima         |
| Qatar              | Qatar Motor & Motorcycle Federation (QMMF)                               | Abdulrahman Al Mannai    |
| Singapour          | Motor Sports Singapore (MSS)                                             | Lung Nien Lee            |
| Europe             |                                                                          |                          |
| Allemagne          | Deutscher Motor Sport Bund (DMSB) (de)                                   | Alexander Geier          |
| Autriche           | Austrian Motorsport Federation (AMF) (de)                                | Astrid Mozer             |
| Belgique           | Royal Automobile Club de Belgique (RACB)                                 | Robby Wuyts              |
| Croatie            | Hrvatskog Auto i Karting Saveza (HAKS) (hr)                              | Darko Kozarac            |
| Danemark           | Dansk Automobil Sports Union (DASU) (da)                                 | Peter Thornemann         |
| Espagne            | Real Federación Española de Automovilismo (es)                           | Ignacio Avino Roger      |
| Finlande           | AKK-Motorsport (fi)                                                      | Henri Karjalainen        |
| France             | Fédération française du sport automobile (FFSA)                          | Michel Guignard          |
| Italie             | Automobile Club d'Italia (ACI)                                           | Marco Ferrari            |
| Luxembourg         | Automobile Club du Grand-Duché de Luxembourg (ACL) (lb)                  | Henri Schwirtz           |
| Norvège            | Norges Bilsportforbund (NBF) (no)                                        | Glenn Fossen             |
| Pays-Bas           | KNAC Nationale Autosport Federatie (KNAF) (nl)                           | Frank de Wit             |
| Pologne            | Polski Związek Motorowy (PZM) (pl)                                       | Miroslaw Czub            |
| Portugal           | Federação Portuguesa de Automobilismo e Karting (FPAK) (pt)              | Victor Sousa             |
| Royaume-Uni        | Motorsport UK (en)                                                       | John Ryan                |
| Russie             | Russian Automobile Federation (RAF)                                      | Vassily Skryl            |
| Suède              | Svenska Bilsportförbundet (SBF) (sv)                                     | Johnny Meslijevic        |
| Suisse             | Auto Sport Schweiz (ASS) (de)                                            | Patrick Falk             |
| République tchèque | Autoklub České republiky (ACCR) (cs)                                     | J. Wymazl                |
| Océanie            |                                                                          |                          |
| Australie          | Australian Karting Association (AKA) (en)                                | Craig Denton             |

En plus des représentants des ASN ci-avant la CIK compte deux représentants des constructeurs et un représentant des promoteurs (en 2021 RGMMC Group présidé par James Geidel). 
La CIK est dotée d'un secrétariat spécialisé dirigé par un secrétaire exécutif nommé par le président de la FIA. Ce secretariat a un rôle de gestion administrative et de coordination entre les différentes entités qui interagissent avec la CIK (ASN, etc.). Il s'assure aussi de la mise en pratique des décisions prises par le CMSA. En 2021, son secrétaire exécutif est l'Allemand Kay Oberheide (en place depuis 2013), qui a succcédé au Belge Olivier Steveny (2012-2013), et à Vincent Caro (2000-2012).

## Compétitions internationales organisées par la CIK
Il existe trois familles de kartings pour lesquelles les compétitions actuelles[Quand ?] qui suivent sont organisées.

### Karts sans boîte de vitesses
Ils sont de loin les plus répandus et sont restés les plus proches du modèle historique du kart (créé dans les années 1950).
Un championnat du monde est organisé chaque année (depuis 1964) pour la catégorie reine de ce type de kart, qui est depuis 2016 la catégorie OK dont les moteurs de cylindrée 125 cm3 ont un refroidissement liquide mais ils n'ont ni embrayage ni démarreur. Dans le passé les catégories reines de ce type de kart ont été successivement : 100 cm3, Formule K (135 cm3), formule K (100 cm3), formule Super A, formule A, KF1, Super KF, KF2, KF1 (à nouveau) et KF. Ce championnat du monde est aujourd'hui disputé sur une épreuve unique lors de laquelle le titre se joue sur la dernière course appelée finale.
La CIK organise aussi un championnat d'Europe pour cette catégorie OK, dont le titre se joue sur plusieurs épreuves.
Elle décerne de plus chaque année un titre de champion du monde Juniors pour les pilotes d'âge compris entre 12 et 14 ans. Ce championnat se dispute sur une épreuve unique avec des karts de catégories OK-Junior, dérivée de la catégorie OK. La CIK organise aussi un championnat d'Europe pour cette catégorie OK-Junior, dont le titre se joue sur plusieurs épreuves. Enfin, elle organise un trophée réservé aux 12-14 ans (moins expérimentés) sur plusieurs épreuves, appelé FIA-Academy qui est l'anti-chambre des championnats du monde et d'Europe Junior.

### Karts 125 avec boîte de vitesses
Ces karts possèdent des moteurs de 125 cm3 pourvus d'un embrayage et d'une boîte de vitesses à six rapports, et sont logiquement plus rapides que les karts sans boîte de vitesses.
Un championnat du monde est organisé chaque année (depuis 1983) pour la catégorie reine de ce type de kart, qui est depuis 2013 la catégorie KZ avec des moteurs de cylindrée 125 cm3 à refroidissement liquide . Dans le passé les catégories reines de ce type de kart ont été successivement : Formule C, Super-ICC et KZ1 . Ce championnat du monde est aujourd'hui[Quand ?] disputé sur une épreuve unique lors de laquelle le titre se joue sur la dernière course appelée « finale ».
La CIK organise aussi un championnat d'Europe pour cette catégorie-reine KZ, dont le titre se joue sur plusieurs épreuves. Enfin la CIK organise un championnat d'Europe (sur plusieurs épreuves) pour la catégorie KZ2 qui constitue l'anti-chambre de la catégorie-reine KZ.

### Karts 250 avec boîte de vitesses
Ces karts possèdent des moteurs de 250 cm3 pourvus d'un embrayage et d'une boîte de vitesses à six rapports. Ce sont les karts les plus rapides (plus de 200 km/h) qui ne courent que sur des circuits dit « longs » (circuits automobiles).
Un championnat d'Europe (sur plusieurs épreuves) est organisé chaque année (depuis 1976) pour la catégorie reine de ce type de kart, qui est la catégorie Superkart (anciennement formule E) avec des moteurs bi-cylindre de 250 cm3 à refroidissement liquide .

## Circuits homologués par la CIK
En 2021, cinquante circuits dans le monde ont reçu l'homologation de la CIK (valable pendant trois ans) et peuvent ainsi recevoir des compétitions internationales.
| Pays               | Nombre de circuits | Ville                                                                                           |
| ------------------ | ------------------ | ----------------------------------------------------------------------------------------------- |
| Amérique du Sud    |                    |                                                                                                 |
| Brésil             | 2                  | Imperatriz - Birigui                                                                            |
| Chili              | 1                  | Santiago                                                                                        |
| Asie               |                    |                                                                                                 |
| Bahreïn            | 3                  | 3 pistes du Bahreïn International Circuit                                                       |
| Chine              | 1                  | Qinhuangdao                                                                                     |
| Chine / Macao      | 1                  | Macao                                                                                           |
| Japon              | 2                  | Sendai - Nagoya                                                                                 |
| Koweït             | 1                  | Koweït                                                                                          |
| Singapour          | 3                  | 2 pistes du KF1 Karting Circuit (dont une dans les 2 sens de rotation) à Singapour              |
| Sri Lanka          | 1                  | Bandaragama                                                                                     |
| Europe             |                    |                                                                                                 |
| Allemagne          | 3                  | Ampfing - Kerpen - Wackersdorf                                                                  |
| Autriche           | 1                  | Pachfurth                                                                                       |
| Belgique           | 3                  | Genk - Mariembourg - Spa                                                                        |
| Danemark           | 1                  | Rødby                                                                                           |
| Espagne            | 6                  | Alcaniz - Campillos - Oviedo - Valence - Saragosse                                              |
| France             | 6                  | Angerville - Essay -Le Mans - Ostricourt - Salbris -Varennes-sur-Allier                         |
| Italie             | 8                  | Adria - Castelletto di Branduzzo -Jesolo - Lonato - Muro Leccese -Sarno - Triscina (it) -Ugento |
| Pologne            | 1                  | Poznań                                                                                          |
| Portugal           | 1                  | Portimao                                                                                        |
| Roumanie           | 1                  | Bucarest                                                                                        |
| Royaume-Uni        | 1                  | Sheffield                                                                                       |
| Suède              | 1                  | Kristianstad                                                                                    |
| Slovaquie          | 1                  | Orechová Potôň                                                                                  |
| République tchèque | 1                  | Trinec                                                                                          |